# El camino del alma
El camino del alma es el título del tercer álbum de estudio grabado por el cantautor mexicano Cristian Castro. Fue lanzado al mercado por la empresa discográfica Fonovisa el 23 de agosto de 1994. El álbum fue producido de nueva cuenta por el compositor y productor musical mexicano Alejandro Zepeda.

## Antecedentes
En este álbum trabaja con grandes de la escena musical, como son los astros mexicanos Juan Gabriel y Armando Manzanero, quienes le aportaron una canción cada uno para el disco. De esta producción se desprenden éxitos como «Mañana, mañana», «Con tu amor», «Azul gris», «Mi querido amor», «Yo sigo aquí», «Piel y seda» y «Tú me llenas».

## Recepción
El álbum El camino del alma fue nominado para el Premio Grammy al Mejor Álbum de Pop Latino en la 37.ª edición anual de los Premios Grammy y también nominado en la séptima entrega de Premios Lo Nuestro en la categoría Álbum Pop del Año en 1995, sin embargo en las dos categorías perdió contra Segundo romance de Luis Miguel.[cita requerida]

## Lista de canciones
| El camino del alma |                                     |                                                                                            |          |  |
| N.º                | Título                              | Escritor(es)                                                                               | Duración |  |
| 1.                 | «Azul gris»                         | Roberto Cantoral · Armando Manzanero                                                       | 3:28     |  |
| 2.                 | «Con tu amor»                       | Mario Schajris · Daniel García                                                             | 3:56     |  |
| 3.                 | «Estás mintiendo»                   | Carlos Munguía                                                                             | 4:01     |  |
| 4.                 | «Mañana»                            | Juan Gabriel                                                                               | 4:13     |  |
| 5.                 | «Piel y seda»                       | Ilan Chester                                                                               | 5:06     |  |
| 6.                 | «Con esa morena»                    | Cristian Castro · Alejandro Zepeda                                                         | 3:57     |  |
| 7.                 | «Yo sigo aquí»                      | Luna Fría                                                                                  | 4:11     |  |
| 8.                 | «Tú me llenas»                      | Johnny Ortiz                                                                               | 4:55     |  |
| 9.                 | «Mi querido amor» (My Cherie Amour) | Stevie Wonder · Henry Cosby · Sylvia Moy Adapt: al español: Mario Schajris · Daniel García | 4:32     |  |
| 10.                | «No te vayas»                       | Cristian Castro · Emiliano Pescador                                                        | 3:18     |  |
| 11.                | «Azul gris» (Versión instrumental)  | Roberto Cantoral · Armando Manzanero                                                       | 3:28     |  |
| 45:00              |                                     |                                                                                            |          |  |